# Río Gaaton
El Gaaton (en hebreo: נהר הגעתון Najar Ga'aton) es un pequeño río en el Distrito Norte de Israel. Pasa por la ciudad de Nahariya antes de desembocar en el mar Mediterráneo. El río corre a través de la calle principal de Nahariya, una ciudad que toma su nombre del río (nahar significa río en hebreo).
- Datos: Q2776903
- Multimedia: Ga'aton River / Q2776903